# マイ・ドッグ・スキップ
『マイ・ドッグ・スキップ』（My Dog Skip）は、2000年のアメリカ合衆国の映画。
原作はミシシッピー州出身の作家、ウィリー・モリスの『My Dog Skip』で、自身が少年期に体験した愛犬スキップとの思い出が綴られた自伝小説である。

## ストーリー
1942年夏、ミシシッピ州ヤズーに暮らす少年・ウィリーは、体付きが小さく力も弱かったのでいじめの標的にされていた。9歳の誕生日のプレゼントに母からジャックラッセル・テリアの子犬スキップをプレゼントしてもらったことを機に、父への愛憎や淡い初恋などなど、さまざまな経験を積みながら少しずつ成長していく

## キャスト
| 役名                           | 俳優                 | 日本語吹替 |
| ------------------------------ | -------------------- | ---------- |
| ウィリー・モリス               | フランキー・ムニッズ | 林原めぐみ |
| エレン・モリス                 | ダイアン・レイン     | 高島雅羅   |
| ジャック・モリス               | ケヴィン・ベーコン   | 山路和弘   |
| ディンク・ジェンキンス         | ルーク・ウィルソン   | 内田直哉   |
| リバース・アップルホワイト     | ケイトリン・ワックス | 矢島晶子   |
| ビッグ・ボーイ・ウィルキンソン | ブラドリー・コリエル |            |
| ミラード                       | クリント・ハワード   |            |
| ナレーター                     | ハリー・コニック・Jr | 横堀悦夫   |